# Cryptopimpla sordida
Cryptopimpla sordida là một loài tò vò trong họ Ichneumonidae.